# Chlidanotinae
Chlidanotinae — підродини лускокрилих комах родини листовійок (Tortricidae). 

## Опис
Передні крила на торнальном кутку з поздовжньою чорнуватою плямою, що облямована жовтим ореолом, всередині якої розташовано від 8 до 10 сріблястих блискіток. У самців між довгим вусиком і соціями є додаткова пара сильно склеротизованих придатків із загнутими і загостреними дистальними кінцями, які називаються хамі. У самиць копулятивна сумка з сумкоподібним придатком, а перша зірчаста сигна з довгими загостреними променями.